# Dietmar König

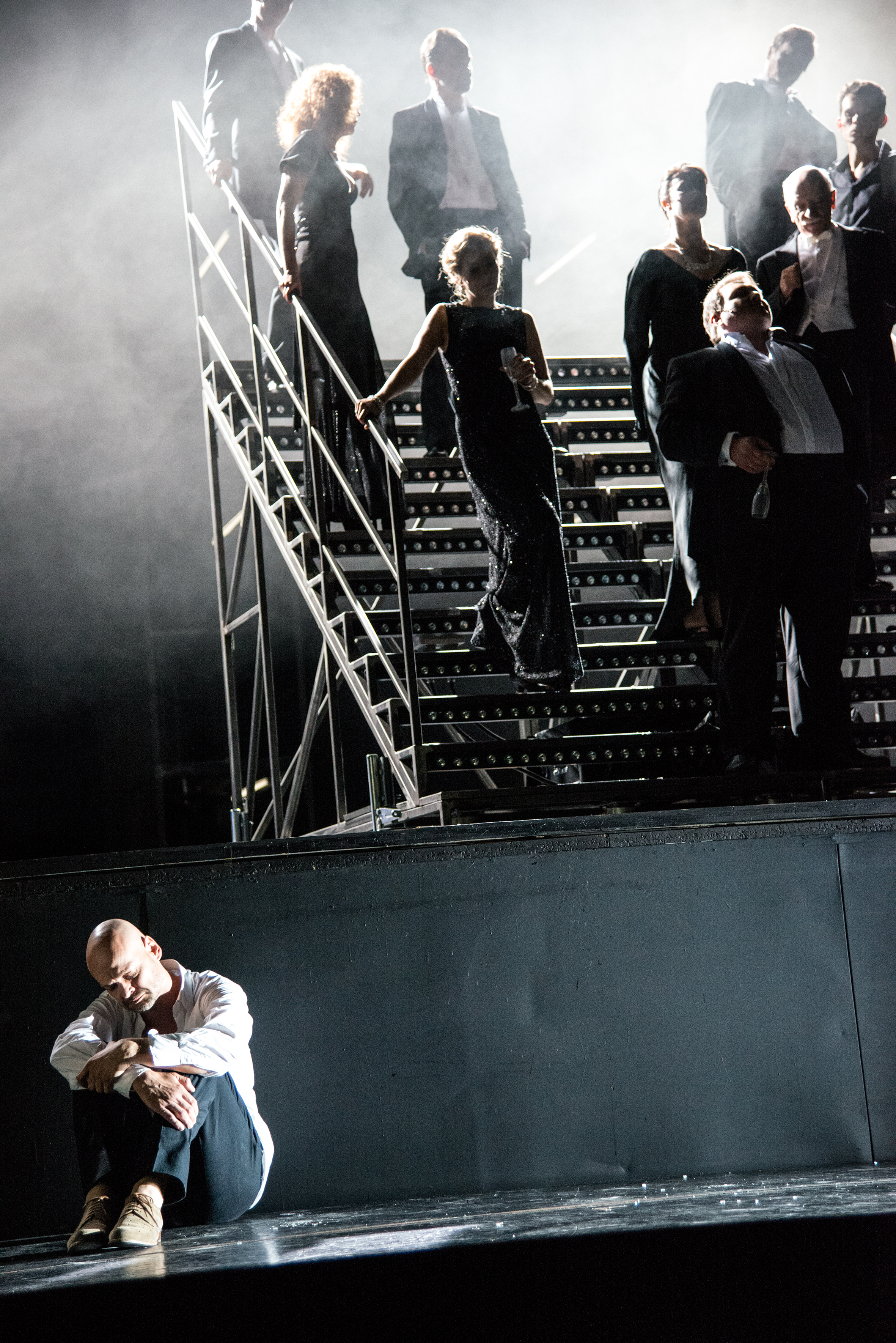
Die letzten Tage der Menschheit, 2014

Dietmar König (* 1969 in Hamburg) ist ein deutscher Schauspieler, seit 2002 Ensemblemitglied des Wiener Burgtheaters.

## Leben und Wirken
König besuchte die Hochschule für Musik und Theater Hamburg und studierte dort von 1988 bis 1992 Schauspiel. Nachdem er dann bis 2002 Ensemblemitglied am Thalia Theater war, ist er nun im Ensemble des Wiener Burgtheaters tätig. Seit 1990 spielte er in unterschiedlichen Fernsehproduktionen. König unterrichtet am Wiener Max-Reinhardt-Seminar das Fach Rollengestaltung.

## Filmografie (Auswahl)
- 1997: St. Angela
- 1997: girl friends – Freundschaft mit Herz
- 1997: Alphateam – Die Lebensretter im OP
- 2001: Evelyn Hamanns Geschichten aus dem Leben (Episodenrolle)
- 2001: Polizeiruf 110 – Die Frau des Fleischers
- 2002: Nachtschicht – Amok!
- 2005: Die Luftbrücke
- 2005: Tatort – Requiem
- 2007: Der Dicke (Episodenrolle)

## Auszeichnungen
- 1993: Boy-Gobert-Preis
- 2006: Nestroy-Theaterpreis-Nominierung für die Beste Nebenrolle
- 2009: Nestroy-Theaterpreis-Nominierung für die Beste Nebenrolle